# NCIS: Los Angeles
Az NCIS: Los Angeles az amerikai CBS csatorna krimi sorozata, az NCIS első spin-offja. Premierje 2009. szeptember 22-én volt. Eredeti sugárzási ideje kedd 21:00, az NCIS után. Magyarországi sugárzása 2010. március 5-én indult a TV2 műsorán. Október 15-étől a sorozat lekerült a műsorról, hogy helyére a Megasztár kerülhessen. A csatornán azóta sem volt látható az első évad utolsó négy epizódja. November 5-étől az AXN műsorán is látható a sorozat.

## Készítése
A műsor először NCIS: Legendként látott napvilágot (arra az NCIS részre utalva, melyben bemutatták a spin-off-ot), de más nevek is felmerültek, mint például az NCIS: OSP (Office of Special Projects-Különleges Ügyek Irodája) és az NCIS: Undercover. A forgatás 2009 februárjában kezdődött, mikor a karaktereket bemutatták a Legend címre keresztelt két részes NCIS-epizódban, ugyanolyan módon, mint ahogy az NCIS került bemutatásra a JAG-ben.
A főszerepet Chris O’Donnell játssza Callen ügynök szerepében, aki a csapat vezetője. LL Cool J alakítja Sam Hanna különleges ügynököt, aki egy ex Navy Seal, anyanyelvi szinten beszéli az arabot, és kiváló ismerője a közel-keleti kultúráknak. Peter Cambor egy törvényszéki pszichológust alakít, míg Daniela Ruah ugyancsak egy különleges ügynök szerepét alakítja, akit Kensi-nek hívnak. Később csatlakozott a sorozathoz Eric Christian Olsen Marty Deeks nyomozó, rendőrségi összekötő szerepében.
Vendégszerepet kapott az új sorozatban Rocky Carroll is, aki az NCIS-hez hasonlóan a hivatal igazgatóját alakítja.

## Szereplők
| Szereplő                                                | Évad  | Színész              | Magyar hang     |
| ------------------------------------------------------- | ----- | -------------------- | --------------- |
| G. Callen különleges ügynök                             | 1-14  | Chris O’Donnell      | Bor Zoltán      |
| Sam Hannah különleges ügynök                            | 1-14  | LL Cool J            | Kálid Artúr     |
| Kensi Blye különleges ügynök                            | 1-14  | Daniela Ruah         | Németh Borbála  |
| Marty Deeks LAPD detektív/NCIS összekötő tiszt          | 2-14  | Eric Christian Olsen | Szabó Máté      |
| Henrietta "Hetty" Lange műveleti igazgató/csoportvezető | 1-14  | Linda Hunt           | Halász Aranka   |
| Eric Beal Tech szolgáltató                              | 1-12  | Barrett Foa          | Zámbori Soma    |
| Nell Jones NCIS elemző                                  | 2-12  | Renee Felice Smith   | Szabó Zselyke   |
| Nate "Doc" Getz törvényszéki pszichológus               | 1     | Peter Cambor         | Dányi Krisztián |
| Dominic Vail különleges ügynök                          | 1     | Adam Jamal Craig     | Czető Roland    |
| Owen Granger igazgatóhelyettes                          | 3-8   | Miguel Ferrer        | Jakab Csaba     |
| Shay Mosley Igazgatóhelyettes (Granger eltűnése után)   | 9-10  | Nia Long             | Timkó Eszter    |
| Harley Hidoko különleges ügynök                         | 9     | Andrea Bordeaux      | Lamboni Anna    |
| Fatima Namazi különleges ügynök                         | 11-14 | Medalion Rahimi      | Mahó Andrea     |

## Epizódok
| Évad | Évad | Részek száma | Eredeti sugárzás     | Eredeti sugárzás  | Eredeti adó | Magyar sugárzás    | Magyar sugárzás     | Magyar adó                         |
| Évad | Évad | Részek száma | Évadbemutató         | Évadzáró          | Eredeti adó | Évadbemutató       | Évadzáró            | Magyar adó                         |
| ---- | ---- | ------------ | -------------------- | ----------------- | ----------- | ------------------ | ------------------- | ---------------------------------- |
|      | 0    | 2            | 2009. április 28.    | 2009. május 5.    | CBS         | 2010. február 22.  | 2010. március 1.    | TV2                                |
|      | 1    | 24           | 2009. szeptember 22. | 2010. május 25.   | CBS         | 2010. március 5.   | 2011. március 18.   | TV2 (1-12. rész) AXN (13-24. rész) |
|      | 2    | 24           | 2010. szeptember 21. | 2011. május 16.   | CBS         | 2011. május 2.     | 2012. január 2.     | TV2                                |
|      | 3    | 24           | 2011. szeptember 20. | 2012. május 15.   | CBS         | 2012. február 27.  | 2012. november 12.  | TV2                                |
|      | 4    | 24           | 2012. szeptember 25. | 2013. május 14.   | CBS         | 2013. március 4.   | 2013. november 18.  | TV2                                |
|      | 5    | 24           | 2013. szeptember 24. | 2014. május 13.   | CBS         | 2014. február 18.  | 2015. március 5.    | TV2 (1-13. rész) AXN (14-24. rész) |
|      | 6    | 24           | 2014. szeptember 29. | 2015. május 18.   | CBS         | 2015. november 5.  | 2016. április 15.   | AXN                                |
|      | 7    | 24           | 2015. szeptember 21. | 2016. május 2.    | CBS         | 2016. november 10. | 2017. február 9.    | AXN                                |
|      | 8    | 24           | 2016. szeptember 25. | 2017. május 14.   | CBS         | 2017. június 21.   | 2017. november 29.  | Prime                              |
|      | 9    | 24           | 2017. október 1.     | 2018. május 20.   | CBS         | 2018. február 7.   | 2018. július 11.    | Prime                              |
|      | 10   | 24           | 2018. szeptember 30. | 2019. május 19.   | CBS         | 2019. január 2.    | 2019. június 26.    | Prime                              |
|      | 11   | 22           | 2019. szeptember 29. | 2020. április 26. | CBS         | 2020. április 6.   | 2020. november 11.  | AXN (1-5. rész) Prime (6-22. rész) |
|      | 12   | 18           | 2020. november 8.    | 2021. május 23.   | CBS         | 2021. április 28.  | 2021. június 23.    | Prime                              |
|      | 13   | 22           | 2021. október 10.    | 2022. május 22.   | CBS         | 2022. február 10.  | 2022. december 1.   | Prime                              |
|      | 14   | 21           | 2022. október 9.     | 2023. május 21.   | CBS         | 2023. március 23.  | 2023. augusztus 10. | Prime                              |